# Bataille des Carpates

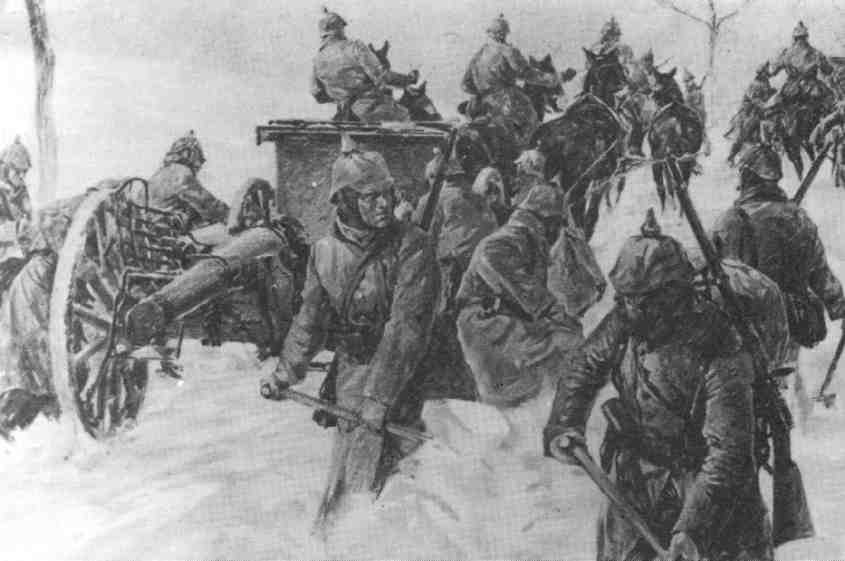
Bataille d'hiver dans les Carpates, carte postale d'époque

La bataille des Carpates (Winterschlacht in den Karpaten, bataille d'hiver dans les Carpates, pour les Austro-Allemands, Карпатская операция, opération des Carpates, pour les Russes) est une bataille du Front de l'Est (Première Guerre mondiale) opposant les armées impériales austro-hongroise et allemande à l'armée impériale russe entre décembre 1914 et mars 1915 dans les montagnes des Carpates. Le front s'arrête à la frontière du royaume de Roumanie, encore neutre.

## Contexte

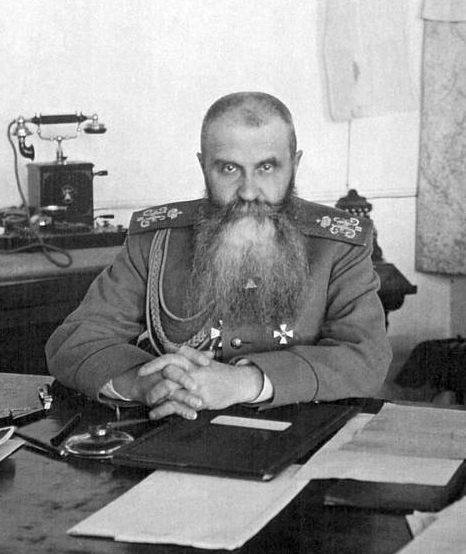
Nikolaï Ivanov

Pendant l'été 1914, l'armée russe remporte sur les Austro-Hongrois la bataille de Lemberg (Lviv) et s'empare de la Galicie orientale et de la Bucovine. L'avance russe est temporairement arrêtée par le siège de Przemyśl (septembre 1914-mars 1915), importante forteresse austro-hongroise. Cependant, les forces russes restent en mesure d'envahir soit la Transleithanie (la partie hongroise de l'Autriche-Hongrie) en traversant les Carpates, soit la Silésie, importante région industrielle allemande et autrichienne. En décembre 1914, le général russe Nikolaï Ivanov, chef du front du Sud-Ouest, prépare une offensive de la 3e armée russe vers Cracovie. En même temps, la 8e armée russe du général Alexeï Broussilov doit tenter une percée vers la plaine hongroise.

## Première phase (décembre 1914)

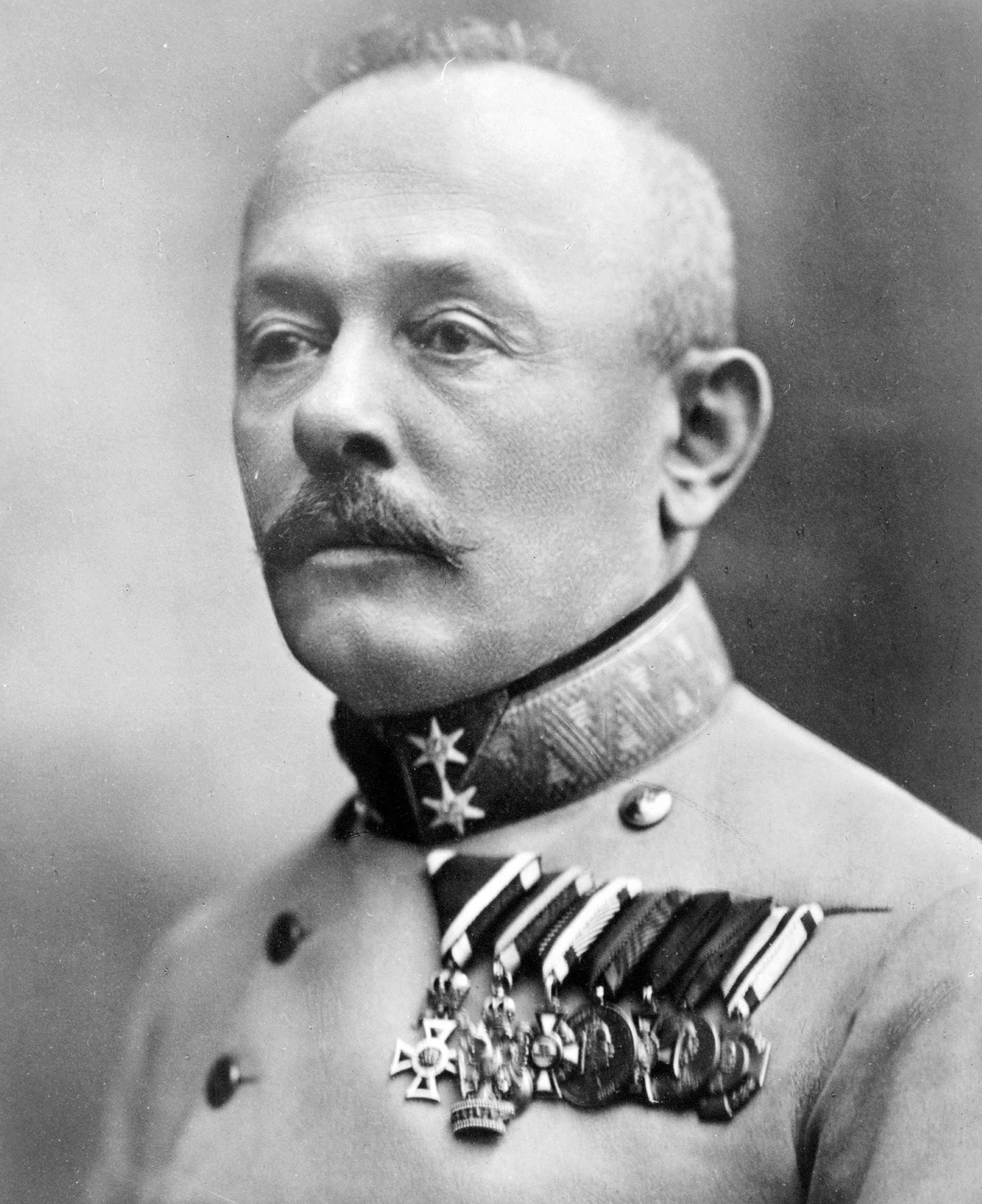
Svetozar Borojević von Bojna en 1914

La bataille de Limanowa, à 40 km au sud-est de Cracovie, se déroule du 1er au 13 décembre 1914. La 4e armée austro-hongroise arrête l'offensive de la 3e armée russe qui, menacée d'encerclement, doit battre en retraite, ce qui oblige la 8e armée russe à interrompre son avance. Cependant, la contre-offensive autrichienne ordonnée par le général en chef autrichien Franz Conrad von Hötzendorf tourne court : entre le 20 et le 28 décembre, la 3e armée austro-hongroise, commandée par Borojević, est repoussée par la 8e armée russe et doit revenir à ses lignes de départ.

## Deuxième phase (janvier-février 1915)

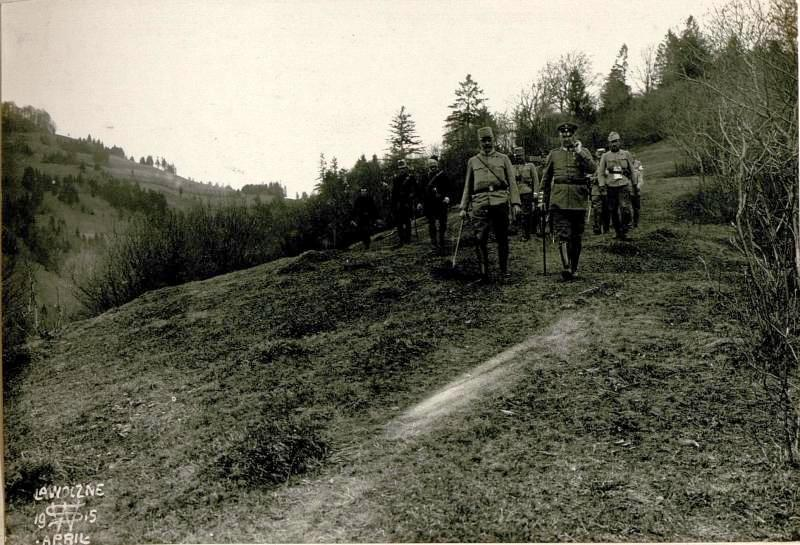
L'archiduc Franz Salvator (KuK) et le général von Linsingen à Lawoczne (Carpates) en 1915

La 8e armée russe tient toujours le col d'Oujok qui lui permettrait une offensive vers la plaine hongroise. Les Austro-Hongrois, renforcés par le corps allemand du général Alexander von Linsingen (Armée du Sud), préparent une offensive qui doit reprendre le col et permettre de dégager Przemyśl. L'attaque commence le 23 janvier 1915. Les combats et le froid glacial entraînent de lourdes pertes : les seuls Austro-Hongrois perdent 94 500 tués et 61 000 blessés et malades en décembre et janvier. La 2e brigade polonaise, unité de volontaires dans l'armée austro-hongroise, remporte une de ses premières victoires, la bataille de Rafajlowa (en) près de Nadvirna, dans la nuit du 24 au 25 janvier. Ces opérations sont coordonnées avec deux offensives allemandes : celle de Bolimov en Pologne centrale puis celle des lacs de Mazurie aux confins de la province de Prusse-Orientale. Dans le secteur des Carpates, les Austro-Allemands atteignent la Bucovine et la haute vallée du Dniestr et reprennent Tchernivtsi le 17 février. Cependant, leur offensive est arrêtée fin février par l'intervention de la 9e armée russe, déplacée de la Pologne russe vers la Bucovine.

## Troisième phase (février-mars 1915)

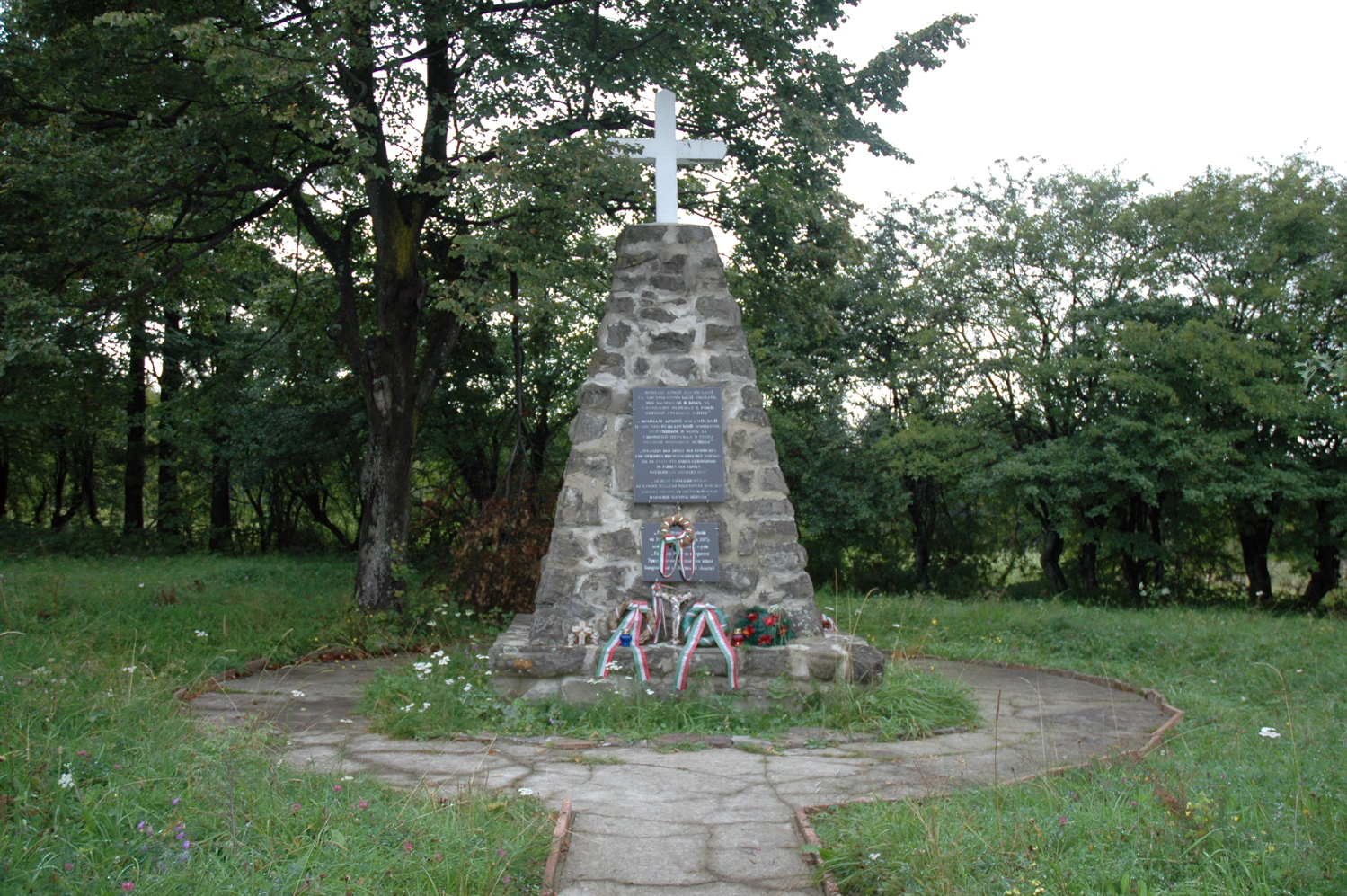
Monument aux morts de la Première Guerre mondiale au col d'Oujok

Du 27 février au 14 mars 1915, le corps austro-allemand du général austro-hongrois Karl Tersztyánszky von Nádas lance une nouvelle offensive pour tenter de dégager Przemyśl : l'opération échoue. Le 20 mars, une dernière tentative, sous un autre général austro-hongrois, Paul Puhallo von Brlog (en), est également un échec. Une opération parallèle, la bataille de Zwinin, conduite par le général allemand Felix von Bothmer entre février et avril 1915, est également trop tardive pour empêcher la chute de Przemyśl. La forteresse, à court de vivres, doit capituler le 22 mars, laissant aux Russes 117 000 prisonniers.

## Conséquences
La bataille des Carpates a coûté 350 000 tués, blessés et prisonniers aux Austro-Allemands, 250 000 aux Russes. Les lourdes pertes des Austro-Hongrois, notamment dans le corps des officiers, contribuent au déclin de la Double monarchie austro-hongroise qui dépend de plus en plus du soutien de son allié allemand. Cet affaiblissement encourage l'entrée de l'Italie dans la Première Guerre mondiale : elle signe un pacte avec la Triple Entente le 26 avril 1915 et déclare la guerre à l'Autriche-Hongrie le 23 mai.

## Ordre de bataille

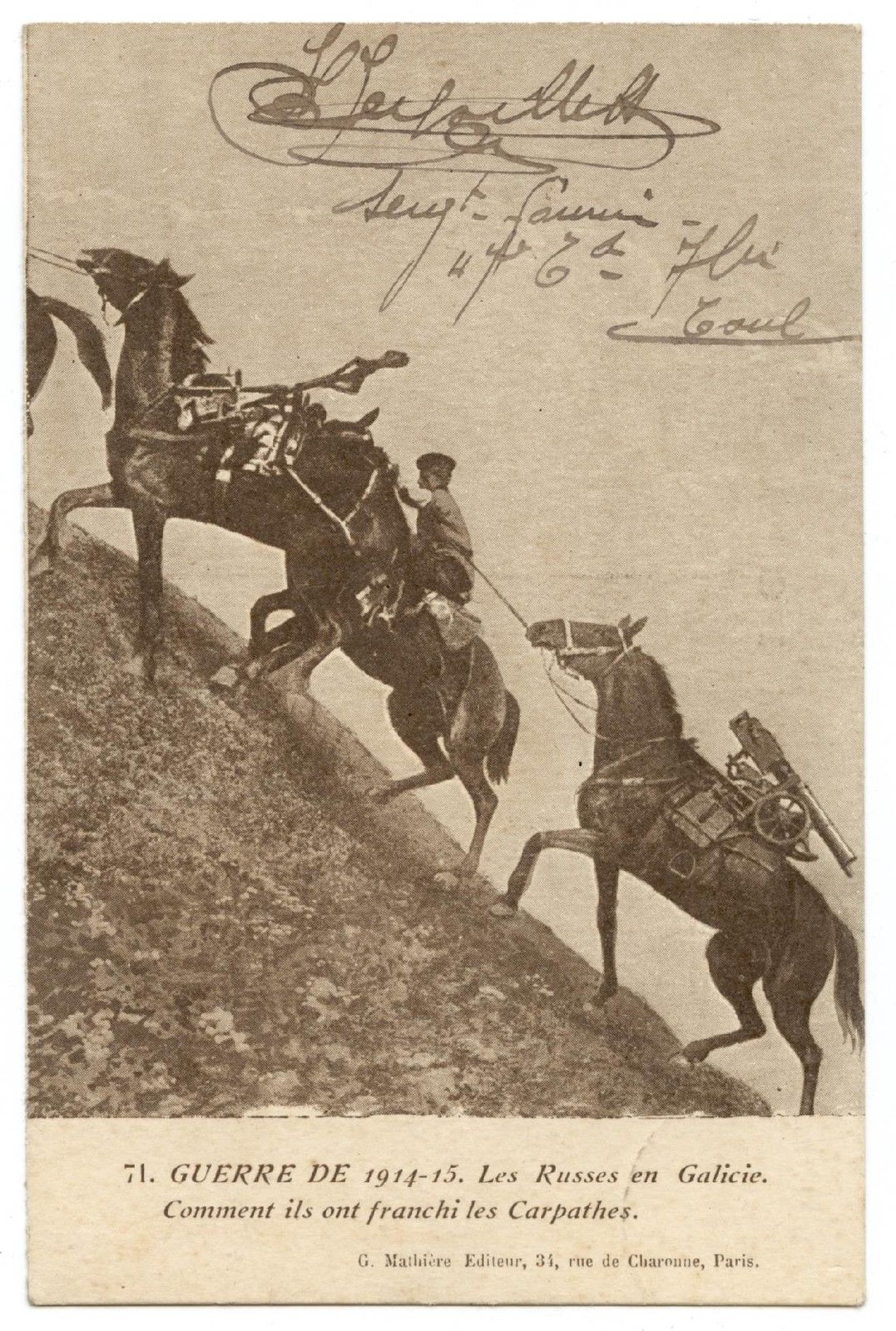
« La guerre de 1914-1915. Les Russes en Galicie. Comment ils ont franchi les Carpates. » Carte postale de propagande française.

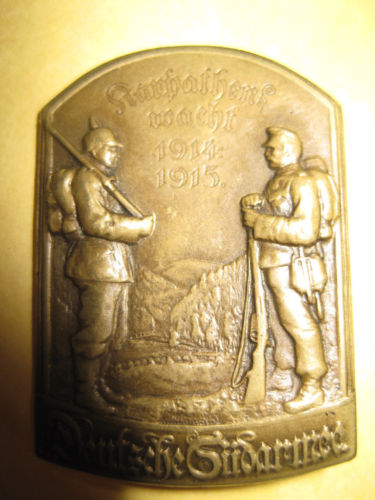
« La veille sur les Carpates, 1914-1915 », plaque commémorative germano-austro-hongroise.

### Austro-Hongrois et Allemands
Armée impériale et royale (Franz Conrad von Hötzendorf)
- Garnison de Przemyśl (Hermann Kusmanek von Burgneustädten)
- 4e armée austro-hongroise (Joseph-Ferdinand de Habsbourg-Toscane)
- 3e armée austro-hongroise (Svetozar Borojević von Bojna)
- Groupe Pflanzer-Baltin devenu en mai 1915 la 7e armée austro-hongroise (Karl von Pflanzer-Baltin), comprenant la 2e Légion polonaise (Henryk Minkiewicz (en), Józef Haller)
- Armée du Sud allemande (Alexander von Linsingen)

### Russes
Front du Sud-Ouest (Nikolaï Ivanov)
- 11e armée russe (Andreï Selivanov)
- 3e armée russe (Radko Dimitriev)
- 8e armée russe (Alexeï Broussilov) comprenant la Division sauvage caucasienne
- 9e armée russe (Platon Letchitski)

### Sources et bibliographie
- (de) Cet article est partiellement ou en totalité issu de l’article de Wikipédia en allemand intitulé « Schlacht in den Karpaten » (voir la liste des auteurs) dans sa version du 24 janvier 2017.